# Parque Ítalo Americano
El Parque ítalo Americano es un parque de atracciones ubicado en la ciudad de Caracas, al final de la avenida Nueva Granada cerca de la estación del metro de La bandera inaugurado antes de 1980. 
El parque con los años ha actualizado sus instalaciones con atracciones que van desde los más pequeños hasta atracciones extremas y de última generación para los más grandes.

## Historia
Su inauguración fue en año 1978 comenzando con atracciones básicas como la montaña rusa "Galaxy, la tradicional rueda de la fortuna en donde se da una vista aérea del parque, carros chocones, el gran barco pirata, el carrusel, el tagadá y otras atracciones, incluyendo para los más pequeños. Poco a poco en la década de 2000 el parque comenzó a reemplazar varias de sus atracciones, como la caída libre de 35 m, el "Mega Drop", la atracción extrema que gira 360º: "Blue Shake" (actualmente retirada), y el "Kamikaze/Ranger" y el "Crazy Dance". En los últimos años el parque ha reemplazado algunas de sus atracciones o bien, han sido instaladas en otros parques de diversiones del país, entre ellas se destacan su más reciente adquisición en el año 2011, la montaña rusa familiar tipo "rock'n'roll coaster": "The Python". Las 2 atracciones más simbólicas del parque, el Blue Shake y el Vulcano, fueron retiradas a finales de febrero del 2016 (posiblemente por motivos de mantenimiento).

## Atracciones
Montañas Rusas y Atracciones Fuertes
(actuales)
- The Python (Technical Park.- 2011- presente)[1]
- Barco Pirata (SDC.- 1981-presente)
- Tagadá (Fabbri.- 1981-presente)
- Kamikaze/Ranger  (Fabbri. 2016-presente)
- Chocón

Atracciones Familiares
- Bungee (2011)
- Rueda (1981-presente)

Atracciones Infantiles
- Sillas Voladoras (2010)
- Giostrino (2009)
- Choconcito
- Carrusel
- New Wave
- Rey León
- Pegaso
- Gusanito
- Capitán Hook

Atracciones Retiradas
- Crazy Dance (Fabbri)
- Mega Drop (Fabbri)
- Galaxy (S.D.C.)
- Cataclysm (Fabbri)
- Vulcano (Technical Park)
- Blue Shake (Fabbri)